# IC 417
IC 417 — галактика типу EN+OCL () у сузір'ї Візничий.
Цей об'єкт міститься в оригінальній редакції індексного каталогу.